# Linguagem neutra de gêneros gramaticais

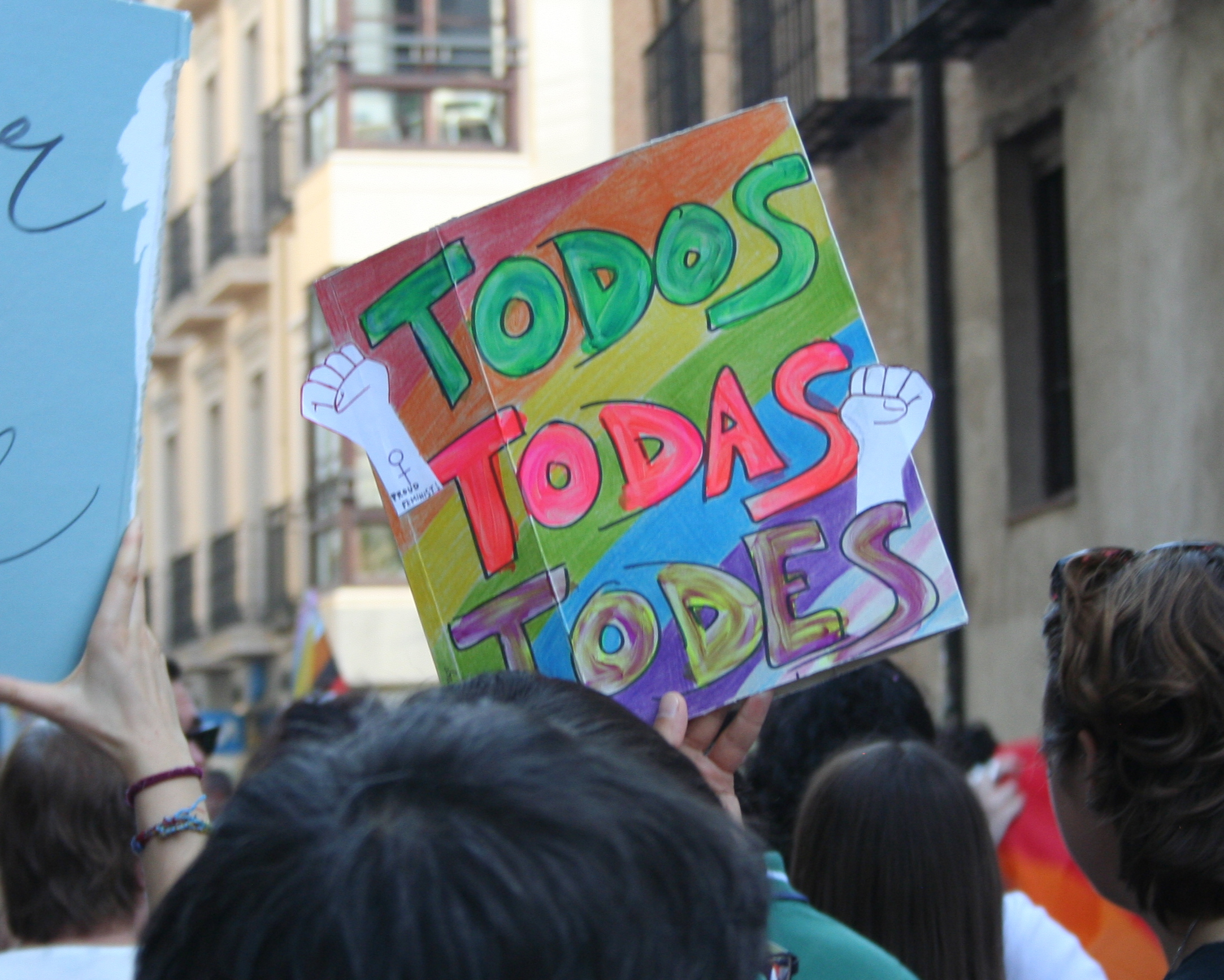
Cartaz escrito "todos, todas, todes" na Parada LGBT de Valladolid em 2023

A neutralidade de gêneros em neolinguagem ou linguagem gênero-neutra, do ponto de vista sociolinguístico e gramatical, é uma vertente recente das demandas por maior igualdade entre homens, mulheres e pessoas não binárias. Algumas publicações mostram que falantes de línguas com gênero gramatical (p.ex. português, espanhol, francês e outras) tendem a ter pensamentos mais sexistas. O uso de pronomes pessoais neutros, como hen em sueco, elle em espanhol, they singular em inglês e ri em esperanto, ajudam a diminuir a discriminação de gênero.
Devido às semelhanças entre as gramáticas portuguesa e espanhola, analisam-se ambas as línguas conjuntamente nesta página.

## Tipos neutros de gênero gramatical
O gênero neutro não deve ser confundido com gênero-neutro, enquanto o primeiro é um gênero gramatical, paralelo aos masculino e feminino, o outro é um adjetivo que atribui a diferenciação genérica, embora no inglês haja a distinção de neuter para neutral, ambos são traduzidos como neutro, ou neutral em casos raros, no português.
O gênero neutro se encontra nos pronomes mostrativos isto, isso e aquilo, que são proximal, medial e distal, respectivamente, sendo invariáveis em número e, na maioria das vezes, considerados inanimados ou não humanos. Contudo, não há uma forma oficial ou dicionarizada de ilo, pronome de terceira pessoa derivado de aquilo, neutro de aquele e aquela, no português. Outras vezes são considerados sem gênero, masculinos, vacilantes ou indeterminados. Alguns também afirmam que pronomes indefinidos como ‘alguém’, ‘ninguém’ e ‘outrem’ também são de gênero neutro, entretanto podem perder sua neutralidade ao concordarem com adjetivos masculinos, por exemplo.
Comum de dois refere-se ao gênero gramatical de palavras que não distinguem o gênero natural dos seres animados, bem como substantivos sobrecomuns, sendo a epicenidade especialmente para aquelas palavras que apresentam uma forma invariável em gênero, como em "a testemunha" ou "o tigre", sendo gramaticalmente incorreto usar o masculino para se referir à testemunha, como seria em "o testemunho" designando uma pessoa testemunha, por exemplo, pois testemunha, mesmo sendo uma palavra de gênero gramaticalmente feminino, não atribui uma feminilidade, femealidade ou mulheridade identitária, biológica, social ou psicológica. Contudo, palavras podem sofrer feminização e neutralização, como formas neologísticas, dicionarizadas ou consideradas informais, como presidenta, chefa e membre.
O gênero comum (em sueco:  utrum), semelhante ao que chamamos em português de sobrecomuns, denomina lexemas que se aplicam seres independente do sexo, como em sobreviventes, personagem ou profissionais (em inglês:  suvivors, character e professionals).
O gênero vacilante denota substantivos que vacilam em gênero, aqueles que podem ser denotados tanto no masculino quanto no feminino, como moral, alguns podem mudar de significado, quando mudam de gênero, como capital, ou quando viram adjetivos, como pessoal, que viraria comum de dois gêneros na forma adjetivada. Em espanhol, usa-se o termo género ambíguo para se referir a substantivos de gênero vacilante, definindo palavras que admitem indistintamente artigos feminino e masculino, como acmé e azúcar.

## Masculino e feminino

### Uso facultativo de artigos
Atualmente na região Nordeste do Brasil é comum a supressão de artigos antes de nomes, de modo que os nordestinos costumam substituir na e no por em, utilizam por ao invés de pelo e pela, bem como suprimem os artigos o e a, sendo que a língua portuguesa já admite o uso facultativo de artigo diante de nomes de pessoas ou antropónimos. No Centro-Sul do Brasil, em geral, bem como em Portugal, pode ser observada com frequência a utilização de artigos antes dos nomes.

### Plural e substantivos
Tanto em espanhol quanto em português, o gênero feminino é geralmente marcado por -a: cirujano, cirujana (es; cirurgião, cirurgiã); abogado, abogada (em castelhano:  advogado, advogada); el doctor, la doctora (em castelhano:  o doutor, a doutora).
As línguas neolatinas determinam que o plural dos substantivos, quando abrange indivíduos do gênero feminino e masculino, é feito com base no masculino: "vinte editoras" e "dez editores", juntos são "trinta editores". Essa forma de formação do plural é considerada sexista por certos grupos e indivíduos, daí resultando propostas por um gênero plural neutro a ser adotado em português e em espanhol.
Na tentativa de ressaltar a inclusão de mulheres, discursos muitas vezes têm usado "todos e todas", "brasileiros e brasileiras", entre outras frases reforçando ambos os gêneros. Esse desdobramento é ainda mais comum no francês, em que denomina-se hendíade, uma forma de epicenidade.

## Propostas

### Neutralidade na ortografia
Historicamente, barra e parênteses são os símbolos mais utilizados com essa função, como em candidato/a. Em exemplos como esse, no entanto, seu uso mantém a marca de separação entre os dois gêneros. Ela é muito observada em textos em que a utilização da norma culta é necessária, como documentos e informações oficiais. Ativistas defendem que tal forma deveria ser preterida em várias ocasiões e recomendável apenas em situações em que não é possível fazer a síntese de letras: "el/la estudiante" (es), "o(a) estudante" (pt); ou quando um dos dois vocábulos é formado não por substituição de uma letra, mas por seu acréscimo/supressão: "o vencedor será escolhido pelo juiz", logo, deveria ser grafado, de forma neutra, "o(a) vencedor(a) será escolhido(a) pelo(a) juiz(a)", "os(as) senhores(as) alunos(as)".
A proposta mais conhecida para neutralidade de gêneros em relação à ortografia é o uso do sinal gráfico arroba (@) no lugar de -o, -a ou mesmo -e: "@s trabalhador@s" (pt), "l@s niñ@s" (es). Esse uso do [sinal] arroba é observado sobretudo entre os falantes de espanhol, apesar de condenado explicitamente pela Real Academia Espanhola, que regula oficialmente a língua. No mundo lusófono, o uso do arroba como neutralizador de gênero é muito menos difundido; vem, no entanto, crescendo, como observado por exemplo em certas faculdades de ciências humanas de universidades brasileiras, como a Universidade de São Paulo (USP), a Universidade de Brasília (UnB) e a Universidade Estadual de Campinas (Unicamp).
Terminações e sufixos em x também vêm sido adotados para neutralizar palavras, como em todxs em vez de "todos e todas", meninxs para "meninos e meninas", no pronome elx em vez de ele e ela, e no adjetivo latinx em vez de latino ou latina. Porém a opção pelo x vem sendo criticada devido ao histórico de utilização desta letra para menosprezar e taxar como exótico e inferior elementos das culturas africanas, indígenas e árabe: a opção anterior de utilizar x ao invés de ch em palavras trazidas de línguas tidas pelos colonizadores como exóticas, ou em palavras que simplesmente possuíam uma origem não erudita.
Usos de arroba e x nos lugares de radicais o e a foram considerados capacitistas e elitistas, logo a vogal -e foi adotada para uma linguagem mais inclusiva, "todes es garotes juntes", e os pronomes "elu", "éle", "êla" e "ile" começaram a ser usados. Em espanhol, propostas como as de desinência em -e ocorrem desde pelo menos 1976, enquanto que em português, palavras como negre e branque foram usadas em 2008. Apesar das problemáticas, braille consegue adaptar tais letras.
O pronome "éle" é uma alternativa vinda do espanhol elle, por vezes escrito com acento élle, que é a junção, tanto de pronúncia quanto de escrita, de ella e él, pronome que ainda é tido como neologismo, noutras palavras, neopronome.
Outra proposta é a do emprego do "a anarquista" (Ⓐ), usado da mesma forma que "@" em substituição a "a/o", sobretudo em textos políticos radicais: (¡CompañerⒶs, hay que ocupar y resistir, hasta la victoria!). Também se observa, com essa mesma função, o emprego da da letra "x" (por exemplo, em certos manifestos do movimento zapatista).
Há o símbolo æ, proposto em Português com Inclusão de Gênero (PCIG) em substituição a "e/a". A proposta é igualmente válida para o espanhol. Assim, "escritoras e escritores" ou "escritores/as" deveria ser substituído por "escritoræs". O sufixo -ae também foi proposto, bem como elae e elæ. Zapatistas vêm empregando as sufixações de "oa" como, por exemplo, em otroas (outroas), unoa (um(a)) e loa (o/a), especificamente para designar um gênero natural para pessoas não binárias, em vez de ser apenas uma ambiguação de gênero.
Há também a proposta de difusão do chamado "arroba minúsculo", por razões estéticas e a fim de diminuir a impressão negativa que um @ em tamanho natural no interior de palavras costuma causar aos leitores. Como as fontes gráficas padrões não trazem um arroba minúsculo, a sugestão feita pelo PCIG é a de manualmente escolher uma fonte menor para o arroba (a sugestão é de algo entre 25% e 40% menor que a fonte das demais letras). Exemplo: "muit@s menin@s". Há registros do uso de arrobas desde a década de 1990, como na palavra "unid@s".

### Pronomes neutros
A tabela abaixo apresenta as principais propostas de pronomes pessoais neutros e suas contrações:
|              | ilu        | elu        | el        | elx        | ile        | ili        | éle        | el@        | elæ        |
| ------------ | ---------- | ---------- | --------- | ---------- | ---------- | ---------- | ---------- | ---------- | ---------- |
| ele/a(s)     | ilu(s)     | elu(s)     | el(s)     | elx(s)     | ile(s)     | ili(s)     | éle(s)     | el@(s)     | elæ(s)     |
| dele/a(s)    | dilu(s)    | delu(s)    | del(s)    | delx(s)    | dile(s)    | dili(s)    | déle(s)    | del@(s)    | delæ(s)    |
| nele/a(s)    | nilu(s)    | nelu(s)    | nel(s)    | nelx(s)    | nile(s)    | nili(s)    | néle(s)    | nel@(s)    | nelæ(s)    |
| este/a(s)    | istu(s)    | estu(s)    | est(s)    | estx(s)    | iste(s)    | isti(s)    | éste(s)    | est@(s)    | estæ(s)    |
| deste/a(s)   | distu(s)   | destu(s)   | dest(s)   | destx(s)   | diste(s)   | disti(s)   | déste(s)   | dest@(s)   | destæ(s)   |
| neste/a(s)   | nistu(s)   | nestu(s)   | nest(s)   | nestx(s)   | niste(s)   | nisti(s)   | néste(s)   | nest@(s)   | nestæ(s)   |
| esse/a(s)    | issu(s)    | essu(s)    | ess(s)    | essx(s)    | isse(s)    | issi(s)    | ésse(s)    | ess@(s)    | essæ(s)    |
| desse/a(s)   | dissu(s)   | dessu(s)   | dess(s)   | dessx(s)   | disse(s)   | dissi(s)   | désse(s)   | dess@(s)   | dessæ(s)   |
| nesse/a(s)   | nissu(s)   | nessu(s)   | ness(s)   | nessx(s)   | nisse(s)   | nissi(s)   | nésse(s)   | ness@(s)   | nessæ(s)   |
| aquele/a(s)  | aquilu(s)  | aquelu(s)  | aquel(s)  | aquelx(s)  | aquile(s)  | aquili(s)  | aquéle(s)  | aquel@(s)  | aquelæ(s)  |
| daquele/a(s) | daquilu(s) | daquelu(s) | daquel(s) | daquelx(s) | daquile(s) | daquili(s) | daquéle(s) | daquel@(s) | daquelæ(s) |
| naquele/a(s) | naquilu(s) | naquelu(s) | naquel(s) | naquelx(s) | naquile(s) | naquili(s) | naquéle(s) | naquel@(s) | naquelæ(s) |

Em português, ele e ela vêm do latim ille (nom. m. sing.) e illa (nom. f. sing.), então de illud (nom. n. sing.) derivam elu e ilu. El é formado eliminando a vogal que denota o gênero, e elx trocando essa vogal por um "x". O pronome ile é outra alternativa, utilizando a letra i em vez de e.
Com ambiguação do e-agudo de éla (sonoro de ela) e do e-circunflexo de êle (sonoro de ele), forma-se éle (pronunciado [ˈɛ.le]), consequentemente éste (proximal ambíguo de este e esta), ésse (medial ambíguo de essa e esse) e aquéle (distal ambíguo de aquele e aquela). Outra sugestão é o pronome êla (pronunciado [ˈe.lɐ]). Um neopronome possivelmente mais antigo e sem uso amplo foi elo, que surgiu inicialmente para se referir a travestis na década de 1970.

### Neutralidade na pronúncia
Oponentes do uso do arroba e æsc como letras consideram-nas como uma forma de degradação das línguas. Levanta-se também, com frequência, a questão sobre como se pronunciar essas duas novas letras.
O PCIG possui sua própria proposta de pronúncia neutra: segundo eles, o som do @, em substituição a a/o, poderia ser pronunciado como um "ó aberto" ([ɔ], como em "pó", "morte", "sogra") e o æ, no lugar de a/e, como um "é aberto" ([ɛ], como em "pé", "mel", "testa").
Isso se explica porque o som /ɛ/, chamado "é aberto" em português, é foneticamente intermediário entre o /a/ e o /e/, o chamado "ê fechado". Similarmente, o som /ɔ/ (em português conhecido como "ó aberto") é um intermediário em termos fonéticos entre os sons /a/ e /o/ ("ô fechado").
Assim, "duas garotas" e "dois garotos", juntos, seriam "quatro garot@s" - pronunciado [ga'rotɔs], isto é, como o último "o" aberto.
Várias "professoras" e "professores" juntos, igualmente, seriam vários "professoræs", pronunciado [pɾofeˈsoɾɛs], com o último "e" aberto, ou váries "professories".
Em espanhol, no entanto, essa proposta parece fadada ao fracasso, uma vez que o sistema fonético espanhol não abrange diferentes pronúncias, mais abertas ou fechadas, para as vogais "e" e "o". Assim, a maioria dos falantes de espanhol não perceberia uma diferença na pronúncia de "niñ@" (/'niɲɔ/) daquela de "niño" (/'niɲo/), ou entre a pronúncia de /ɛ/ "neutro" e a do /e/ "masculino".

### Língua e escrita de sinais
Na língua brasileira de sinais (libras), o gesto de arroba é utilizado para expressar a neutralidade de gênero, tanto na escrita de sinais (SignWriting) quanto na gesticulação corporal (língua de sinais), bem como através glosas, sem especificar gênero.

## Linguagem inclusiva
Frente às necessidades de pessoas com as mais variadas dificuldades de leitura, como dislexia, processamento de dados visuais também acabam não conseguindo ler e compreender os textos, ou também no caso de pessoas que necessitam de leitores de tela quando há a substituição de vogais por @, x, Ⓐ ou æ, existem ainda formas alternativas.
Para isso, certos estudos sugerem formas mais simples, tornando acessível a todas pessoas:
- Mudar a estrutura da frase, o que não é relativamente simples, acessível e não é incômodo para quem lê;[110]
- Usar generosamente hiperônimos sem gênero: termos como “pessoa”, “indivíduo”, “sujeito” (esse está se começando a generificar, principalmente em círculos feministas),[111] “gente”, “população”, etc., para poder generificar a palavra de acordo com essa, sem perder o sentido e a concordância. Por exemplo: em vez de “todos os presentes concordaram”, usar “todas as pessoas presentes concordaram”;
- Suprimir pronomes e artigos desnecessários ou repetir o nome. Em muitas frases o pronome está lá meramente por costume. Por exemplo, em “A Maria nasceu dia cinco”, pode-se dizer “Maria nasceu dia cinco”. Em “Todo mundo esperou até que ela chegasse”, pode-se dizer “Todo mundo esperou até que chegasse”;
- Usar alguns termos sem gênero que geralmente ignoram. Tente usar “de” (em vez de da/do) e “lhe” (em vez de a/o). Na Bahia, por exemplo, usa-se muito o “de”. Nada impede usar essa linguagem em qualquer lugar do Brasil. Em vez de dizer “Essa é a blusa dx Juno”, pode-se dizer “Essa é a blusa de Juno”;[112]
- Utilizar o gerúndio e a voz passiva, entre outras mudanças, são formas interessantes de degenerificar: do semântico: "Os estudantes não poderão receber visitas femininas nos dormitórios", optar pela alternativa: "Não se permitem visitas nos dormitórios";
- Mudar a estrutura dos verbos na frase: em vez de "Você está cansada?" opte por "Você se cansou?", em vez de "Você está linda", optar uma das opções: "Você está uma pessoa linda" / "Que lindeza você está" / "Sua roupa está linda" / "Seu corpo é lindo".

Esse tipo de proposta é conhecida como linguagem inclusiva, ou ainda como "linguagem não discriminatória", muitas vezes sendo descrita como distinta da linguagem neutra, ou como uma variação dela. Esse tipo de linguagem visa uma comunicação que não exclua ou diminua algum grupo de pessoas, mas sem modificar o idioma. Por vezes, é referida como sintaxe neutra.

## Uso político e sátira
Certos políticos têm começado a policiar-se fortemente a fim de evitar sexismo em seus discursos. O ex-presidente mexicano Vicente Fox Quesada, por exemplo, utilizava-se extensivamente da repetição de termos em seus dois gêneros (ciudadanos y ciudadanas). Além de condenado pela Real Academia Espanhola, que o considera desnecessário e redundante, esse estilo de discurso logo tornou-se alvo de sátiras. Muitos imitadores do ex-presidente Fox efetivamente criavam palavras novas unicamente para poder contrastá-las em termos de gênero: "Estamos, todos y todas, muy contentos y contentas, muy felices y felizas", ou "eso lo verificaron mujeres y hombres de gran valor, verdaderas especialistas y verdaderos especialistos".
Em 2 de agosto de 2022, o então presidente do Brasil Jair Bolsonaro ironizou pelo Twitter o uso da linguagem neutra na Argentina, alegando "[...] que agora há "desabastecimente", "pobreze" e "desempregue". [...]", contudo isso não é um reconhecimento oficial do governo.
Em 2023, ministros do governo Lula usaram linguagem neutra, e o termo "todes" foi adotado em cerimônias oficiais do governo. A Agência Brasil usou a palavra "eleites" para se referir a parlamentares LGBT.
Durante debates, frente a eleição municipal de São Paulo em 2024, Pablo Marçal se referiu ao Guilherme Boulos como Boules, de forma sarcástica, ao questionar sobre o Hino Nacional ter sido cantado em linguagem neutra durante comício. A repercussão gerou investigações contra a campanha.
Sátiras também comparam o emprego do sufixo -es para neutralizar com o dialeto do Mussum, que frequentemente usava interjeições humorísticas como "cacildis".

## Legalidade
Projetos de lei e leis, que visam proibir a neutralização de palavras em instituições de ensino e bancas examinadoras de concurso público, surgem em países iberófonos, como Brasil, Chile e Argentina. A Assembleia Nacional da Venezuela aprovou, em 2021, uma lei que garante linguagem inclusiva com enfoque em gênero. Em dezenas de estados e municípios brasileiros, bolsonaristas e apoiadores do movimento conservador Escola sem Partido pautam a proibição da chamada "ideologia de gênero" na administração pública e no setor cultural, incluindo a neolinguagem, bem como educação sexual, discussões sobre orientação sexual e questões de gênero na educação como alvo. Ao menos 34 propostas legislativas foram protocoladas até 2022.
Em novembro de 2021, o ministro Edson Fachin, do Supremo Tribunal Federal (STF), suspendeu lei de Rondônia que proíbe linguagem neutra nas escolas do estado. Em 2022, o Tribunal de Justiça de Santa Catarina decidiu que lei contra linguagem neutra em Joinville é inconstitucional. Em fevereiro de 2023, o STF concluiu, por unanimidade, que lei contra linguagem neutra é inconstitucional, entendendo que a norma viola a competência legislativa da União. Em junho de 2024, o STF determinou suspensão de demais leis contra a linguagem neutra, em ações protocoladas por Aliança Nacional LGBTI e Associação Brasileira de Famílias Homotransafetivas (ABRAFH).

## Reconhecimento

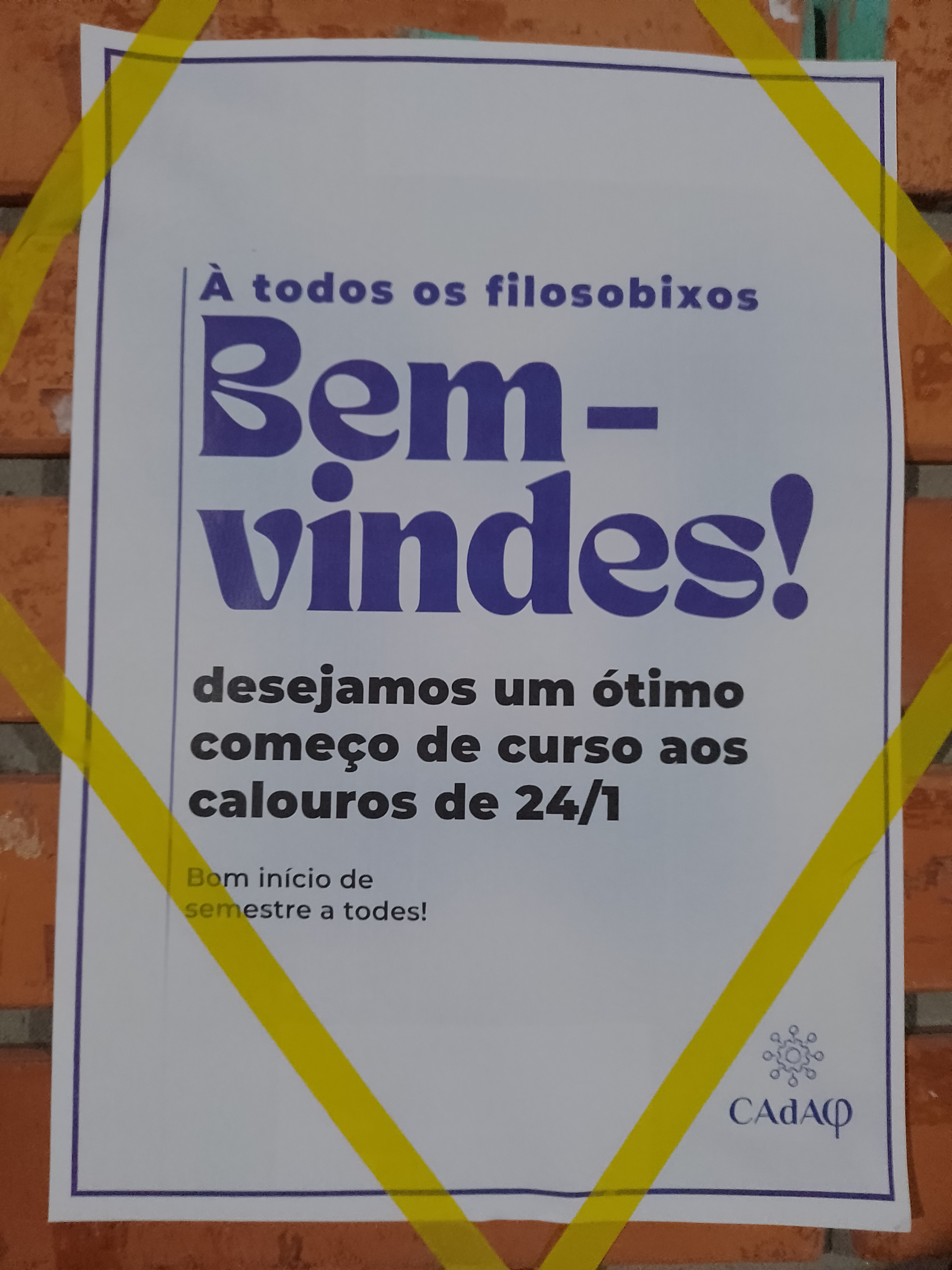
Cartaz de boas vindas aos calouros do curso de Filosofia da UFRGS no primeiro semestre de 2024

Enquanto constructo polifônico, a linguagem neutra ou inclusiva pode sofrer tanto reconhecimento quanto críticas, dependendo do tipo aplicado. O uso informal ou neologístico da linguagem neutra pode enfrentar retaliações e reviravoltas. O Museu da Língua Portuguesa, por exemplo, fez publicação usando a palavra "todes", gerando repercussões e polêmicas nas redes sociais. Os apoios e as críticas partem tanto de acadêmicos quanto de linguístas. Argumenta-se que as discussões são mais amplas ao Brasil.
O Conselho Económico e Social (CES) de Portugal propôs um manual de "linguagem neutra e inclusiva" para reger a comunicação interna e externa. A proposta sugere substituir termos masculinos genéricos por expressões neutras, como "população trabalhadora" em vez de "trabalhadores". No entanto, essa iniciativa enfrentou objeções de algumas organizações, levando ao adiamento da sua implementação.
Diversos seriados, documentários, filmes e programas de televisão estrangeiros possuem personagens cujo pronome pessoal é they singular, em muitos casos traduzem em dublagens ou legendas com adaptações neolinguísticas e socioléticas.
Evanildo Bechara, filólogo e gramático brasileiro membro da Academia Brasileira de Letras (ABL), afirmou que a linguagem neutra não tem caráter científico e sim opinativo. A crítica também partiu de Merval Pereira, presidente da ABL, alegando que ninguém pode obrigar estudantes a usar esse tipo de linguagem.
A Associação Brasileira de Linguística manifestou-se múltiplas vezes contra a proibição da linguagem neutra, publicando uma nota repudiando a aprovação do PL 6.256/2019 pela Câmara dos Deputados, alegando que o projeto desvirtua seu propósito original e impõe restrições linguísticas inadequadas, incluindo a proibição da linguagem neutra, criticando a falta de embasamento científico das medidas adotadas e defendendo uma comunicação pública mais inclusiva e eficaz.